# Меркулов Віктор Миколайович
Віктор Миколайович Меркулов (1925, Ташкент — 1968, Єреван) — радянський футболіст, нападник.

## Біографія
Розпочав грати на рівні команд майстрів за БО (Тбілісі), а з сезону 1948 року став виступати за «Динамо» (Єреван) і в 1949—1950 роках провів 59 матчів та забив 10 голів у вищій лізі СРСР.
Перед сезоном 1954 року команду реорганізували у «Спартак» і в першому ж сезоні у фіналі Кубка СРСР 1954 року Меркулов забив єдиний м'яч єреванського «Спартака» в ворота «Динамо» (Київ), але його команда програла 1:2 і не здобула трофей.
Завершив ігрову кар'єру у клубі «Харчовик» (Одеса) в 1956 році.
Помер в 1968 році.